# Uxmal
Uxmal (tiếng Yucatec Maya: Óoxmáal [óˑʃmáˑl]) là một thành phố Maya cổ đại của thời kỳ cổ điển nằm ở México ngày nay. Đây được coi là một trong những địa điểm khảo cổ quan trọng nhất của văn hóa Maya, cùng với Palenque, Chichén và Calakmul ở Mexico, Caracol và Xunantunich ở Belize và Tikal ở Guatemala. Nó nằm ở vùng Puuc của phía đông bán đảo Yucatan và được coi là một trong những thành phố Maya đại diện nhất cho phong cách kiến trúc thống trị của khu vực. Nó đã được chỉ định là Di sản Thế giới UNESCO.
Nó nằm ở 62 km về phía nam của Mérida, thủ phủ của bang Yucatán ở México. Các tòa nhà của nó được ghi nhận cho kích thước và trang trí của họ. Những con đường cổ xưa được gọi là sacbes kết nối các tòa nhà, và cũng được xây dựng cho các thành phố khác trong khu vực như Chichén Itzá ở Mexico ngày nay, Caracol và Xunantunich ở Belize ngày nay và Tikal ở Guatemala ngày nay.
Các tòa nhà của nó là điển hình của phong cách Puuc, với những bức tường thấp mịn màng mở ra trên những đường diềm trang trí công phu dựa trên những đại diện của những túp lều Maya điển hình. Chúng được thể hiện bằng các cột (đại diện cho lau sậy được sử dụng cho các bức tường của các túp lều) và hình dạng hình thang (đại diện cho các mái tranh). Rắn vướng víu và, trong nhiều trường hợp, rắn hai đầu được sử dụng làm mặt nạ của thần mưa, Chaac; mũi lớn của nó đại diện cho các tia của cơn bão. Rắn rắn có răng nanh mở được hiển thị để lại từ cùng một con người. Cũng thấy ở một số thành phố là những ảnh hưởng của người Nahua, người theo giáo phái Quetzalcoatl và Tlaloc. Chúng được tích hợp với các yếu tố ban đầu của truyền thống Puuc.
Các tòa nhà tận dụng địa hình để tăng chiều cao và có được khối lượng quan trọng, bao gồm Kim tự tháp của Pháp sư, với năm cấp độ và Cung điện của Thống đốc, có diện tích hơn 1.200 m2 (12.917 foot vuông)